# Запитання та відповіді
Запитання та відповіді (англ. Q & A) — американська кримінальна драма 1990 року.

## Сюжет
Досвідчений але неврівноважений детектив Майк Бреннан безжально вбиває дрібного бандита. Прокурор не бажає щоб поліцейського покарали і доручає провести дізнання молодому помічнику Елу Френсісу. Все, що від нього потрібно, це зробити формальний розгляд, а потім покласти справу в архів. Але Ел несподівано засумнівався в правильності вчинку Бреннана і вирішує довести справу до кінця, ризикуючи не тільки честю, а й життям.

## У ролях
| Актор            | Роль                                          |
| ---------------- | --------------------------------------------- |
| Нік Нолті        | капітан Майкл Бреннан                         |
| Тімоті Гаттон    | помічник прокурора Алоизий «Ел» Френсіс Рейлі |
| Арманд Ассанте   | Роберто «Боббі Текс» Тексадор                 |
| Патрік О'Ніл     | начальник відділу Кевін Квінн                 |
| Лі Річардсон     | Лео Блуменфельд                               |
| Луїс Гузман      | детектив Луїс Валентайн                       |
| Чарльз С. Даттон | детектив Сем «Чаппі» Чепмен                   |
| Дженні Люмет     | Ненсі Бош / місіс Боббі Тексадор              |
| Пол Кальдерон    | Роджер Монтальво                              |
| Інтернешнл Криза | Хосе Мальріка                                 |
| Домінік Кьянезе  | Ларрі Пеш / Віто / Лоренцо Франконі           |
| Леонардо Чиміно  | Нік Петронія                                  |
| Файвуш Фінкель   | Престон Перлстайн                             |
| Густаво Бренс    | Альфонс Сігал                                 |
| Мартін Е. Бренс  | Арманд Сігал                                  |
| Моріс Шелл       | детектив Цукер                                |

## Цікаві факти
- Спеціально для ролі поліцейського Бреннана Нік Нолті поправився на 50 фунтів.
- Арманд Ассанте був номінований на «Золотий глобус» у категорії «Найкращий актор другого плану».
- Режисерові Сідні Люмета не сподобався монтаж телевізійної версії картини, тому він викреслив своє ім'я з титрів, замінивши його псевдонімом Алан Сміті — звичайним ім'ям режисерів, яке ставиться в подібних випадках.